# Resorts World Arena
De Resorts World Arena is een multifunctionele indoorarena in de Engelse stad Solihull, waar het onderdeel is van het National Exhibition Centre (NEC) aldaar. Met de bouw van de arena werd in 1978 begonnen, en in 1980 werd hij na achttien maanden bouwen als de zevende hal van het NEC-complex opgeleverd.
De arena heeft een capaciteit van zo'n 16.000 zitplaatsen en werd in december 1980 onder de naam "Birmingham International Arena" geopend met een concert van Queen.
In 2018 werden er 352.902 kaartjes voor shows in de arena verkocht, het op vijf na hoogste aantal in het Verenigd Koninkrijk. De Ticket Factory is het officiële verkoopkanaal van de Resorts World Arena. 

## Geschiedenis
De locatie stond tot 1 september 1983 bekend als de Birmingham International Arena, en als NEC Arena van 5 september 1983 tot 31 augustus van 2008.
Vanaf 1 september 2008 werd de NEC Arena officieel omgedoopt tot LG Arena, na een sponsorovereenkomst met naamgeving met het wereldwijde elektronicabedrijf LG.
In november 2014 werd aangekondigd dat als onderdeel van een sponsorovereenkomst met de casinogroep de arena vanaf 6 januari 2015 zou worden omgedoopt tot de Genting Arena. Op 25 september 2018 kondigde de NEC Group aan dat de Genting Arena vanaf 3 december van hetzelfde jaar zou worden omgedoopt tot de "Resorts World Arena". Genting UK zou de hal blijven sponsoren.